# Conflicto sucesorio entre Alfonso X y Sancho IV de Castilla
El conflicto sucesorio entre Alfonso X el Sabio y su hijo el infante Sancho, también conocido como la revuelta del infante Sancho, fue una guerra civil que tuvo lugar en el seno de la Corona de Castilla entre 1282 y 1284. El enfrentamiento puso en juego la legitimidad del trono, las tensiones dinásticas tras la muerte del primogénito de Alfonso, Fernando de la Cerda, y el poder de las distintas casas nobiliarias, concejos urbanos y órdenes militares del reino.

## Antecedentes

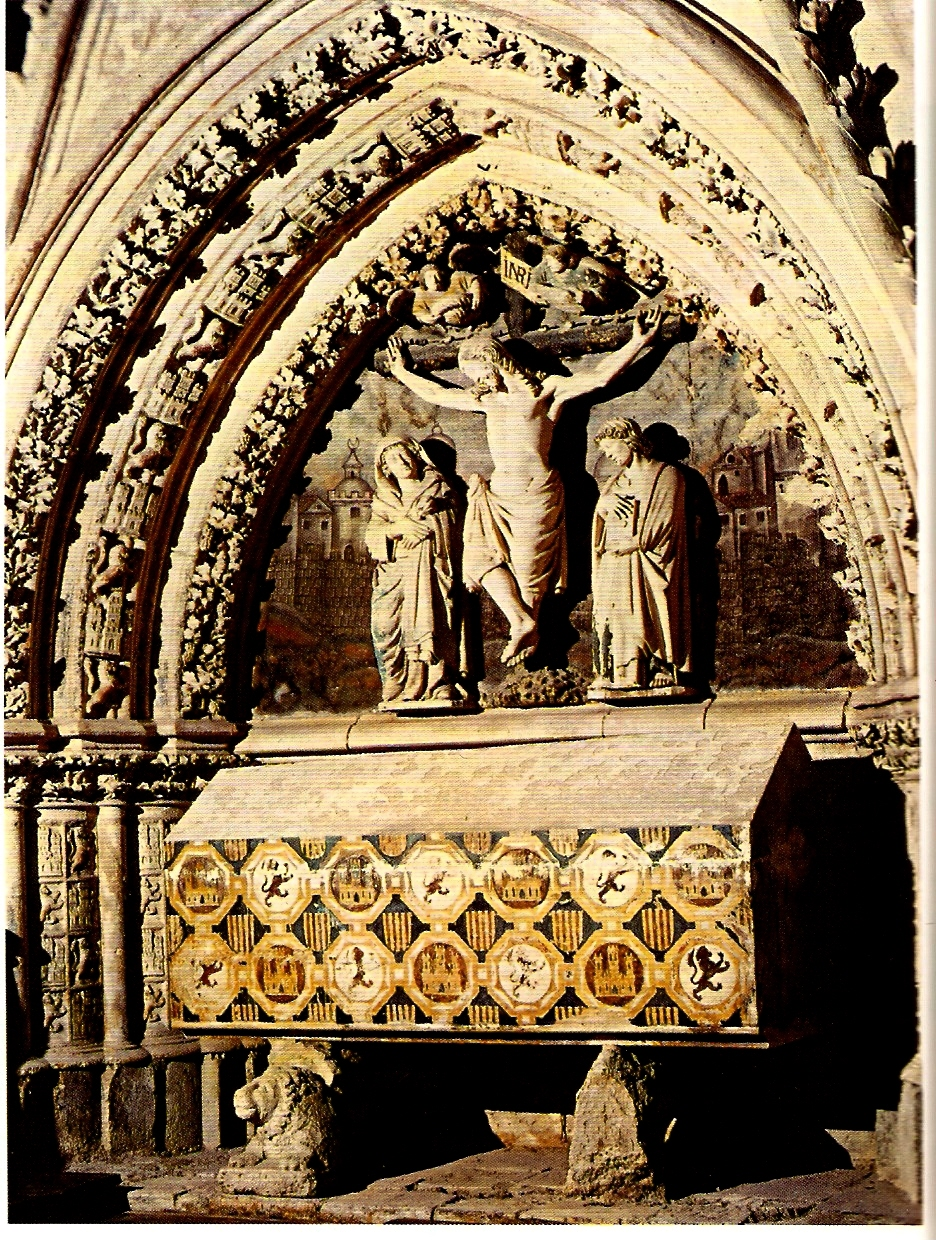
Sepulcro del infante Fernando de la Cerda en el monasterio de las Huelgas de Burgos.

La disputa tuvo su inicio en 1275, cuando el infante Fernando de la Cerda, primogénito y heredero de Alfonso X, falleció de forma repentina en el alcázar de Ciudad Real, llamada en aquella época Villa Real, cuando iba a ponerse al frente del ejército destinado a combatir a los benimerines en el sur de la península. La Crónica de Alfonso X el Sabio relata así la muerte del infante, que aún no había alcanzado la edad de veinte años:

Et estando el infante don Ferrando en aquella villa, adolesció de gran dolencia. Et veyéndose quexado de la muerte, fabló con don Juan Núnnez e rogól mucho afincadamente que ayudase e fiziese en manera que don Alfonso, fijo deste infante don Fernando, heredase los regnos después de los días del rey don Alfonso su padre […] Et luego este infante don Fernando finó en el mes de agosto.

Según los principios de primogenitura, el trono debía pasar a sus hijos, los infantes Alfonso y Fernando de la Cerda. Sin embargo, su tío, el infante Sancho, segundo hijo de Alfonso X, alegó que un reino no podía ser heredado por menores de edad en tiempos de amenaza militar, y comenzó a actuar como sucesor legítimo, generando un conflicto político. 
En vista de los acontecimientos la viuda del infante Fernando Blanca de Francia y su suegra y madre de éste Violante de Aragón abandonaron Castilla, llevando con ellas a los infantes Alfonso y su recién nacido hermano Fernando de la Cerda, y solicitaron la protección de Pedro III el Grande, rey de Aragón, hermano de la reina Violante, quien defendería de ahora en adelante los derechos de los Infantes de la Cerda, a pesar de mantenerlos en un estado cercano a la cautividad en el castillo de Játiva durante 13 años. Poco después, Blanca de Francia se trasladó a Francia, donde reinaba Felipe III, su hermano, quien la alojó en la corte francesa hasta su muerte en 1320.
Las tensiones aumentaron en 1282, cuando Sancho reunió a las Cortes de Valladolid, donde fue proclamado rey por gran parte de la nobleza y los concejos del Reino de Castilla, mientras su padre aún vivía. Alfonso X rechazó esta proclamación, y se atrincheró en Sevilla, intentando mantener la fidelidad de ciertos sectores del reino hasta su muerte en 1284.

## Los derechos de los infantes de la Cerda y la reacción de Sancho
En la Europa del siglo XIII, el principio más extendido en los reinos cristianos era el de primogenitura masculina. Es decir, el hijo mayor del rey heredaba el trono, y si fallecía antes que su padre, sus propios hijos (los nietos del rey) heredaban en su lugar. Aunque esta costumbre no estaba formalmente codificada en Castilla, era una norma reconocida de hecho. El infante Fernando de la Cerda, primogénito de Alfonso X, fue reconocido en vida como heredero. Al morir en 1275, dejó dos hijos: Alfonso y Fernando. Por tanto, según este principio, el mayor de ellos debía heredar el trono.
Alfonso X nunca proclamó formalmente rey a Sancho, su segundo hijo. En su testamento de 1284, declaró herederos a sus nietos, lo que demuestra que no consideró válida la pretensión de Sancho. Incluso intentó asegurar la protección de los de la Cerda mediante tutores como Juan Núñez de Lara o el rey Pedro III de Aragón.

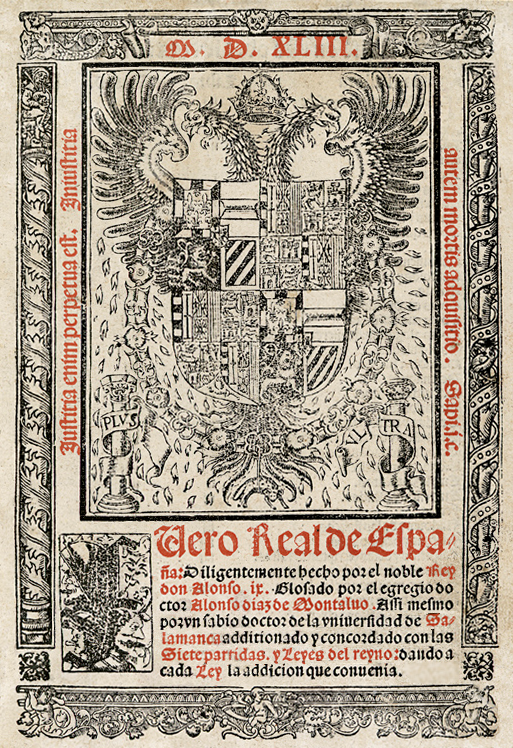
Reproducción facsímil, de la edición de 1543, del Fuero Real de Alfonso X "El Sabio".

Durante su reinado, Alfonso X impulsó varias reformas legales que reforzaban la noción de legitimidad hereditaria. En el Fuero Real, aunque no se menciona expresamente la sucesión dinástica, se establece el principio de obediencia al rey legítimo y la continuidad hereditaria. Más relevante aún fue la redacción de las Siete Partidas, donde se aborda directamente la cuestión sucesoria, donde se declara que si el hijo del rey destinado a heredar muere, la herencia pasa a sus hijos antes que a los hermanos del difunto. Esta disposición jurídica legitima claramente la sucesión de Alfonso de la Cerda sobre Sancho, aunque las Partidas no fueron promulgadas oficialmente como ley hasta el Ordenamiento de Alcalá en 1348. 

E si el fijo del rey que hobiere a heredar muriere, que de sus fijos venga la heredad […] ante que venga a los hermanos del rey.
Partida II, Título XV, Ley II:

Sancho IV rechazó la sucesión de sus sobrinos por razones políticas, militares y personales. Consideraba que un niño como Alfonso de la Cerda no podía gobernar eficazmente un reino en peligro, y prefería evitar una regencia que pusiera el poder en manos de otros nobles o de influencias extranjeras. Además, contaba con el respaldo mayoritario de la nobleza castellana, de los concejos urbanos y de las órdenes militares, lo que le proporcionaba una legitimidad práctica. La vinculación de los de la Cerda con la monarquía francesa (su tío era Felipe III de Francia) y la Corona de Aragón (su abuela era hermana de Pedro III de Aragón) también despertaba temores sobre injerencias externas. Sancho, ambicioso y hábil militar, optó por tomar el poder por la fuerza.

## Apoyos de cada bando
Alfonso X y los infantes de la Cerda contaron con el respaldo de importantes sectores del reino. Entre ellos destacaba la Casa de Lara, especialmente Juan Núñez I de Lara, que se mantuvo leal a los derechos de los nietos del rey. El alto clero leonés, representado por los obispos de Zamora, León y Astorga, también defendió la legitimidad de Alfonso X. Diversos municipios del antiguo Reino de León, como Zamora, Badajoz, Ciudad Rodrigo, Salamanca y Astorga, se mantuvieron fieles al rey viejo, así como las ciudades de Murcia y Sevilla. Además, el rey Pedro III de Aragón ofreció apoyo militar y político a los infantes de la Cerda, y la monarquía francesa expresó simpatías debido al vínculo matrimonial de Blanca de Francia, madre de los infantes. También estuvo en el bando de Alfonso X Fernán Pérez Ponce de León, hermanastro de su padre Fernando III, y su mayordomo mayor desde 1284, al mando de las tropas alfonsinas de la mesnada concejil de la ciudad de Sevilla.
Alfonso X buscó apoyo de sus antiguos enemigos los meriníes para combatir a su hijo Sancho y a los nobles que se le habían rebelado, llegando a ofrecerles la entrega de Tarifa, ciudad estratégica del Estrecho, a cambio de ayuda militar contra su hijo; sin embargo sus incursiones fueron más oportunistas que leales.
Sancho IV, por su parte, logró reunir el apoyo de gran parte de la nobleza castellana, como Lope Díaz III de Haro, Diego López V de Haro, Diego Sánchez de Bustamante, Esteban Fernández de Castro, Juan Fernández de Limia, Fernán Núñez de Témez (Alguacil mayor de Córdoba, muerto en la batalla de Guadajoz) y otros magnates. Los principales concejos del Reino de Castilla, entre ellos Valladolid, Burgos, Toledo, Soria, Segovia y Ávila, proclamaron a Sancho como rey en las Cortes de Valladolid de 1282. También contó con el respaldo de las órdenes militares de Calatrava y parte de la de Santiago, que vieron en él a un protector eficaz del reino y de la frontera frente a los musulmanes. Su causa fue vista como una alternativa pragmática ante el riesgo de una regencia débil o controlada por poderes extranjeros.
También apoyaron inicialmente al infante Sancho Juan Fernández Cabellos de Oro, Álvaro Núñez de Lara, Nuño Fernández de Valdenebro, y Fernán Pérez de Limia, pero en 1283 entraron al servicio de Alfonso X.
En lo que respecta a los demás infantes de Castilla, hijos de Alfonso X y hermanos del futuro Sancho IV, pese a que inicialmente se posicionaron en el bando de su hermano los infantes Jaime de Castilla y Juan de Castilla el de Tarifa volvieron en marzo de 1283 al bando de su padre. El infante Pedro de Castilla apoyó hasta su muerte en 1283 en todo momento a su hermano Sancho. 
La hija ilegitima de Alfonso X Beatriz de Castilla, muy amada por su padre y reina viuda de Portugal, también socorrió con su persona y dinero antes de noviembre de 1282 a su padre contra su medio hermano. El apoyo de su hija acabó siendo beneficioso para Portugal pues el rey le donó en herencia el 4 de marzo de 1283 le donó villas en la región al este del río Guadiana, que incluía Mourão, Serpa, Moura con sus castillos, así como el reino de Niebla y las rentas reales de la ciudad de Badajoz, en recompensa por su apoyo en los últimos días de su vida. El rey justificó las concesiones de esta manera:

...catando el grande amor e verdadero que fallamos en nuestra filia la mucho onrrada domna Beatriz por essa misma gratia reyna de Portugal e del Algarbe e la lealdat que siempre mostro contra nos e de como nos fue obediente e mandada en todas cosas como bona fiia e leal deve ser a padre e señaladamente por que a la sazon que los otros nuestros fiios e la mayor parada de los omes de nuestra tierra se alçaron contra nos por cosas que les dixieron e les fizieron entender como no eran.

Muchas de estas localidades pasaron definitivamente a Portugal años después en virtud al Tratado de Alcañices.
También se puso de parte del infante Sancho, el propio hermano de Alfonso X el infante Manuel de Castilla, que estuvo presente en la Asamblea de Valladolid, celebrada el 20 de abril de 1282, en la que se despojó de sus poderes a Alfonso X  y se le concedieron a su hijo el infante Sancho, siendo el infante Manuel el encargado de pronunciar la sentencia contra su hermano el rey, cuya principal causa era la ejecución en 1277, por orden de Alfonso X, del infante Fadrique de Castilla, hermano de ambos.

## Desarrollo del conflicto
Entre 1282 y 1284, Castilla vivió una guerra civil fragmentada más que una campaña militar abierta. Sancho tras ser proclamado rey en Valladolid comenzó a tomar control efectivo del territorio. Ciudades como Burgos, Toledo y Palencia lo reconocieron, mientras Alfonso X resistía en Sevilla, rodeado de sus últimos fieles. El conflicto se desarrolló mediante la toma de ciudades, proclamaciones forzadas y asedios breves. Zamora y Badajoz ofrecieron resistencia, y Sevilla permaneció fiel hasta la muerte del rey. Pedro III de Aragón intervino en la frontera oriental en apoyo de los de la Cerda, pero sin grandes batallas. Años más tarde, en 1288, se produjo el enfrentamiento de Campo de Montiel, donde Sancho derrotó y capturó a Alfonso de la Cerda, neutralizando temporalmente esa amenaza.

## Final del conflicto y consecuencias
La muerte de Alfonso X en abril de 1284 puso fin al conflicto abierto y Sancho IV fue reconocido como rey de facto, aunque la cuestión de la legitimidad dinástica perduró. Sancho IV gobernó como monarca efectivo, apoyado por la nobleza, los concejos y las órdenes militares. Sin embargo, su trono seguía teniendo una base legal discutible, y el recuerdo de los infantes de la Cerda como herederos legítimos siguió presente en la política castellana durante décadas. El conflicto reveló la fragilidad de la monarquía ante los intereses de la nobleza, la importancia de los concejos como legitimadores del poder y el peso creciente de la capacidad militar frente al principio jurídico en la sucesión.

## Conflictos posteriores

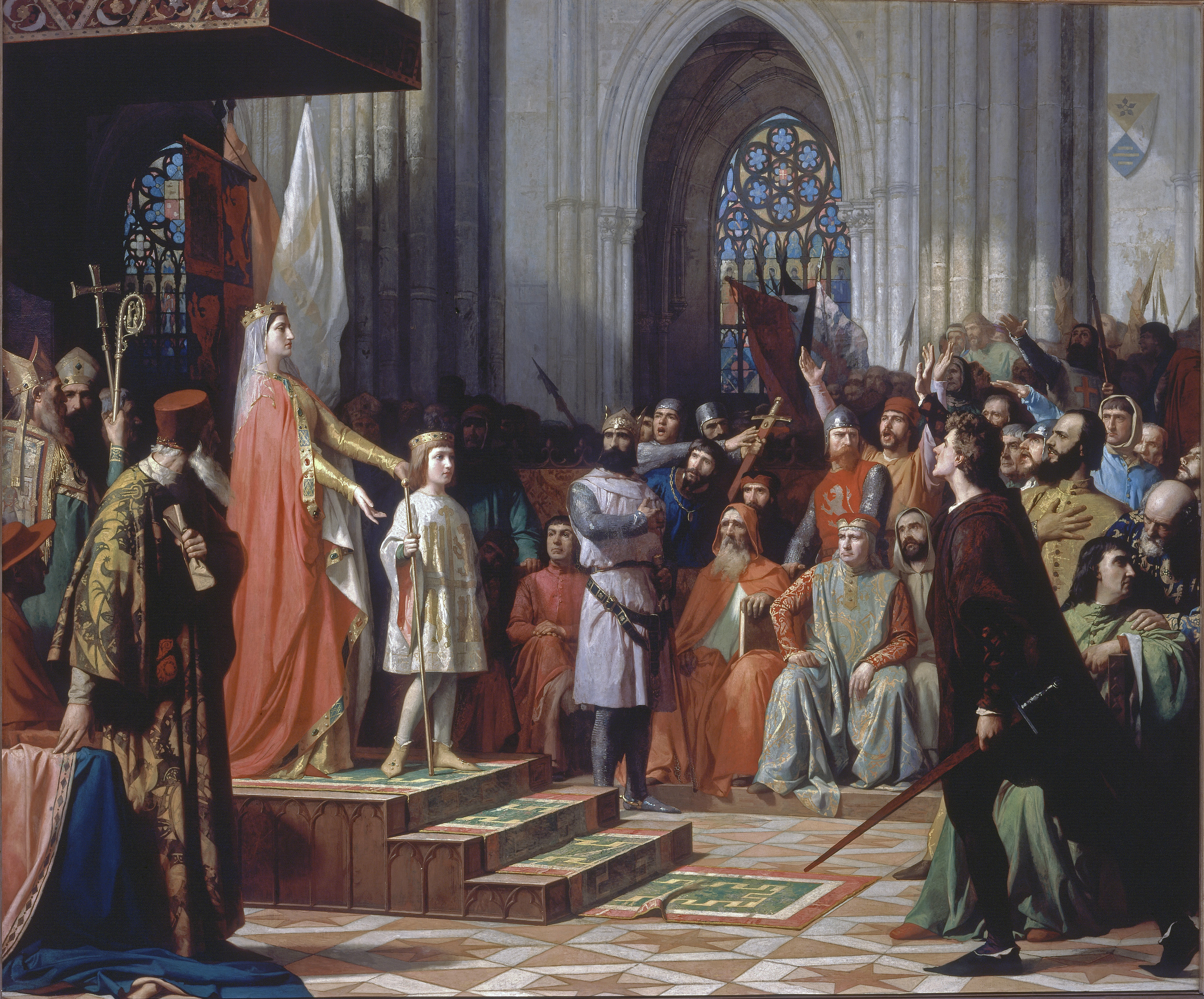
María de Molina presenta a su hijo Fernando IV en las Cortes de Valladolid de 1295. Óleo sobre lienzo de Antonio Gisbert Pérez. 1863. Congreso de los Diputados.

Sancho IV murió prematuramente en Toledo, en abril de 1295, a los 37 años. Su hijo, Fernando IV, tenía apenas nueve años al momento de su muerte, lo que sumió al reino en una nueva crisis de regencia. Su madre, María de Molina, asumió el gobierno en nombre del niño rey, pero su autoridad fue inmediatamente cuestionada. El matrimonio de María con Sancho IV no había sido aprobado canónicamente en su momento, por lo que Fernando IV era considerado ilegítimo por varios sectores, incluidos miembros poderosos de la familia real y de la nobleza.
Durante la regencia, María de Molina se enfrentó a una fuerte oposición interna. Entre sus adversarios se encontraban Enrique de Castilla el Senador, hermano de Alfonso X, que ambicionaba el poder y tenía importante apoyo en Andalucía. También se alzó contra ella Juan de Castilla el de Tarifa, hijo de Alfonso X, quien incluso llegó a proclamarse en 1296 rey rey de León, Galicia y de Sevilla. Otros parientes de la casa real, como Pedro de Castilla, así como descendientes de Fernando III como el infante Juan Manuel, se sumaron a las facciones rebeldes o actuaron de forma autónoma, complicando la estabilidad del reino.
A esta fragmentación interna se sumó el renovado conflicto con los infantes de la Cerda. Alfonso de la Cerda fue reconocido en 1296 como rey de Castilla por el monarca aragonés Jaime II, quien aprovechó la debilidad de la regencia para intervenir militarmente. Tropas aragonesas ocuparon parte del levante castellano, incluyendo zonas como Murcia, Elche, Alicante y parte de La Mancha. Esta situación se prolongó hasta 1304, cuando se firmó el Tratado de Torrellas. Mediante este acuerdo, Alfonso de la Cerda renunció formalmente a sus derechos al trono a cambio de señoríos y rentas sustanciales, lo que cerró momentáneamente la disputa.
A pesar de los enormes desafíos, María de Molina logró mantener la integridad del reino y proteger la posición de su hijo. Lo consiguió a través de pactos hábiles con concejos urbanos, negociaciones con sectores de la nobleza y alianzas con las órdenes militares. Su tenacidad política permitió que Fernando IV alcanzara la mayoría de edad en 1301 y comenzara a reinar con plena autoridad. La regencia de María de Molina salvó a la monarquía castellana de una posible desintegración y sentó las bases para la posterior centralización del poder regio bajo Alfonso XI.